# Schulpflicht (Deutschland)

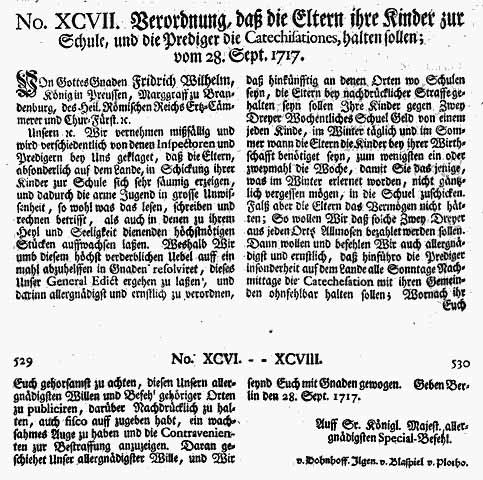
Königliche Verordnung zur Einführung der Allgemeinen Schulpflicht in Preußen, 1717

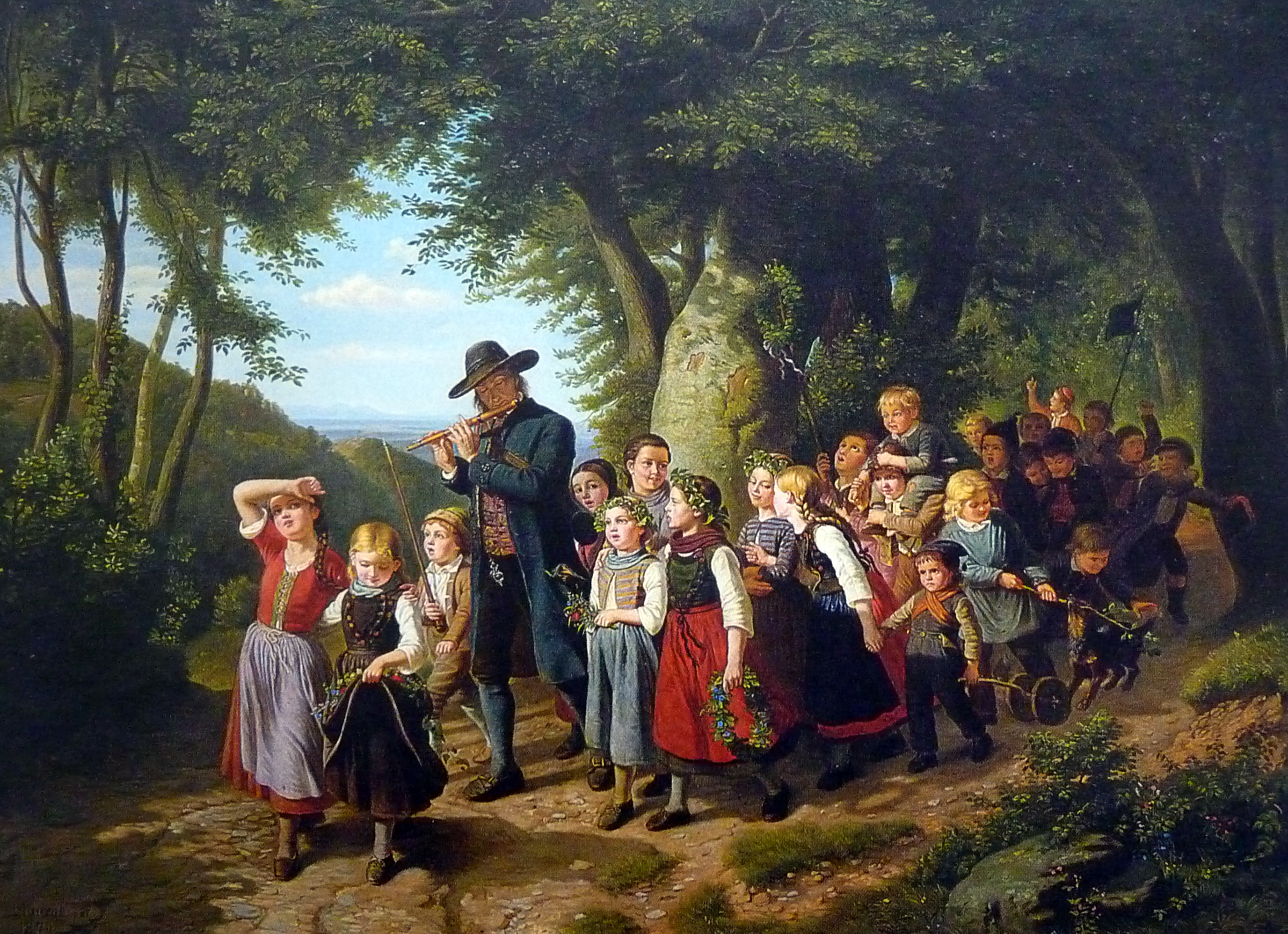
Auch die Teilnahme an Schulausflügen ist in Deutschland für schulpflichtige Kinder verpflichtend

Die Schulpflicht in Deutschland ist eine gesetzliche Regelung, die ab einem bestimmten Alter Kinder, Jugendliche und Heranwachsende bis zu einem bestimmten Alter bzw. bis zur Vollendung einer Schullaufbahn dazu verpflichtet, eine Schule zu besuchen.

## Geschichte

### 16. bis 19. Jahrhundert
In der Reformation wurde die Forderung laut, allgemeine Schulen für Jungen und Mädchen einzurichten. Grundlegend war Martin Luthers Schrift An die Ratsherren aller Städte deutschen Landes, dass sie christliche Schulen aufrichten und halten sollen (1524). Diese Forderung fand naturgemäß nur in den protestantischen Landesteilen Gehör, also in den meist evangelischen Reichsstädten und in den lutherischen Fürstentümern. Besonders im Südwesten des Reiches war man, unter der Federführung der bedeutenden evangelischen Reichsstadt Straßburg im Elsass, die bis zur Eroberung durch Frankreich (1681) zum Reich gehörte und seit der Zeit des bedeutenden Humanisten Johannes Sturm ein in ganz Europa als vorbildlich gerühmtes Schulwesen besaß, in dieser Frage besonders weit voraus. Unter Straßburger Einfluss führte das Herzogtum Pfalz-Zweibrücken 1556 als erstes Territorium der Welt die allgemeine Schulpflicht für Mädchen und Knaben ein. Straßburg selbst folgte 1598 mit einem entsprechenden Gesetz. Gesetzliche Bestimmungen zur Schulpflicht wurden dann in vielen protestantischen Fürstentümern eingeführt und finden sich in fast allen evangelischen Kirchenordnungen der Zeit. In Württemberg wurde bereits in der großen Kirchenordnung von 1559 eine Schulpflicht festgelegt. Diese betraf allerdings nur den männlichen Teil der Bevölkerung. Die allgemeine Schulpflicht wurde erst 1649 eingeführt, während sie in Hessen bereits 1634, in Sachsen-Gotha 1642 und in Braunschweig-Wolfenbüttel seit 1647 bestand.
In der Grafschaft Lippe wurde in der Kirchenordnung von 1684 die allgemeine Schulpflicht eingeführt. Erneut verkündet wurde diese in der Schul-Ordnung fürs platte Land von 1767 von Simon August, dem damals Regierenden Graf und Edlen Herren Zur Lippe. Diese bestand für Kinder von 7–14 Jahren. Wie Ferdinand Weerth 1810 bemerkte, wurde diese jedoch oftmals nicht eingehalten, zumal dann, wenn die Feldarbeit begann, aber auch, wenn das Viehhüten durchzuführen war. Zudem sorgte die schlechte Wirtschaftslage in Lippe dafür, dass arme Familien ihre Kinder schon früh in den Arbeitsprozess mit einbezogen. Für einfache Leute zählten die Fähigkeiten ihrer Kinder zu schreiben, zu lesen oder zu rechnen wenig, wenn diese später Weber, Spinner, Knecht oder Magd wurden. Auf ähnliche Hindernisse stießen Verordnungen zur Schulpflicht fast überall. Dazu kam, dass der Schulbesuch kostenpflichtig war und die Lernerfolge gering, insbesondere auf dem, wo oft nur im Winter Schule gehalten wurde.
In der Zeit der Aufklärung wurde die Entwicklung beschleunigt. Von geschichtlicher und auch für das Ausland beispielgebender Bedeutung ist die Entwicklung in Preußen. Die Principia regulativa des Königs Friedrich Wilhelm I. vom 28. September 1717 wurden für ganz Preußen durch das Generallandschulreglement Friedrichs des Großen von 1763 bestätigt. Allerdings handelte es sich bei diesem Schul-Edikt „bestenfalls um wohlgemeinte Absichtserklärungen der absolutistischen Landesherren“. Die preußische Statistik von 1816 bestätigt dies und hält fest, dass zu diesem Zeitpunkt gerade einmal 60 % der Kinder an einer öffentlichen Schule registriert waren. In der Provinz Posen waren es sogar nur 20 %. Für ganz Preußen stieg die Zahl der registrierten Schüler von 1816 zu 1846 um 82 % und erreichte dann in Posen 70 %.
In den katholisch gebliebenen Landesteilen Deutschlands verlief die Durchsetzung der aufklärerischen Forderungen nach einer Schulpflicht noch zäher. Obwohl der aufgeklärte Bildungsreformer Heinrich Braun die allgemeine Schulpflicht im Kurfürstentum Bayern bereits 1771 verordnet hatte, konnte erst 1802 eine sechsjährige gesetzliche Unterrichtspflicht durchgesetzt werden.
Aber auch im evangelischen Sachsen begann erst 1835 mit dem Volksschulgesetz die achtjährige Schulpflicht (Bildungsgeschichte).
Besonders in der Landbevölkerung stieß die Schulpflicht zunächst auf Widerstand. Die in kleinbäuerlichen Betrieben notwendige Arbeitskraft der Kinder wurde erheblich wichtiger als deren Schulbildung angesehen. So kam es z. B. in der Eifel, nachdem diese 1815 preußisch wurde, in den beiden folgenden Jahrzehnten mehrmals zu heftigen Protesten der Landbevölkerung gegen den Schulbesuch der Kinder.
Dennoch wurden Eltern sanktioniert, die ihre Kinder nicht zur Schule schickten. Eine Verordnung des Amtes Oerlinghausen im Fürstentum Lippe von 1847 verfügte, dass Eltern in so einem Falle Strafe zahlen mussten. Da manche jedoch zu arm waren, um die Strafe aufzubringen, hatten sie dann eine Haftstrafe zu verbüßen. Solmaz führt Beispiele auf, von Gefängnisaufenthalten zwischen einem halben und 2 Tagen. In Lippe waren noch bis 1914 die Schulen auf dem Lande sogenannte Hüteschulen: Die Not vieler Kleinbauern führte dazu, dass deren Kinder häufig spätestens im zehnten oder elften Lebensjahr – vor allem in den Sommermonaten – an einen größeren Bauern vermietet wurden. Eingesetzt wurden sie bei ihm nicht nur zum Hüten des Viehs, sondern auch zur Garten- und Feldarbeit. Auch in anderen Gegenden Deutschlands, z. B. im Vogelsberg, ist das Vorkommen von „Hütekindern“ noch bis zur Mitte des 20. Jahrhunderts dokumentiert und von Wolfgang Hartke beschrieben worden. Als Gegenleistung für die Mithilfe der Kinder bestellten die großen Bauern das Pachtland der Eltern oder lieferten Saatgut. Die Kinder erhielten an ihrer Arbeitsstätte meist besseres Essen, manche überhaupt ihr Essen, manche wohnten entfernt von ihrem Heimatort im Dorf ihrer Arbeitgeber. Der Schulbesuch war in Abhängigkeit von solcherart Tätigkeit zeitweise unterbrochen bzw. daran angepasst.
In anderen Teilen Deutschlands wurde erst zu Beginn des 20. Jahrhunderts systematisch daran gearbeitet, schrittweise bessere Voraussetzungen zu schaffen.
Eine Ausnahme bildeten unter anderem die kleineren, fortschrittlichen Herzogtümer Thüringens, wie Sachsen-Gotha, wo unter Ernst dem Frommen und dem Pädagogen Andreas Reyher schon im 17. Jahrhundert vorbildliche Voraussetzungen wie Schulbauten, Lehrerseminare, Unterrichtspläne, Schulbuchdruck und Kultusbürokratie geschaffen wurden. Es gab das Sprichwort, dass des Herzogs Bauern gebildeter seien als anderswo der Adel.

### 20. Jahrhundert bis heute
Seit 1919 schrieb die Weimarer Verfassung die allgemeine Schulpflicht für ganz Deutschland fest. In der Zeit des Nationalsozialismus von 1938 bis 1945 galt das Reichsschulpflichtgesetz, das Menschen mit komplexer Behinderung als bildungsunfähig einstufte. Erst 1978 wurde die allgemeine Schulpflicht gesetzlich geregelt, unabhängig von Art und Intensität der Behinderung.
In der Bundesrepublik Deutschland galt die Schulpflicht zunächst nur für Kinder mit deutscher Staatsangehörigkeit. Erst in den 1960er Jahren wurde sie für ausländische Kinder eingeführt. Für Asylbewerberkinder wurde sie zum Beispiel in Nordrhein-Westfalen erst 2005 eingeführt. Zuvor bestand höchstens ein Schulbesuchsrecht. Neben dem Recht auf Schulbesuch besteht heute auch eine Schulpflicht. Dieser unterliegen alle Personen ungeachtet ihrer Nationalität.

## Aktuelle Rechtslage
In Deutschland ist die Schulpflicht aufgrund der Kulturhoheit der Länder in den einzelnen Landesverfassungen geregelt. Die Länder sind hierzu durch das Grundgesetz ermächtigt. So steht in Art. 7 Abs. 1 GG: „Das gesamte Schulwesen steht unter der Aufsicht des Staates“, woraus sich nach einer Entscheidung des Bundesverfassungsgerichts auch das Recht der Länder ergibt, durch Landesgesetze die Schulpflicht zu bestimmen. Einfache Gesetze, die sogenannten Schulgesetze, regeln die Durchführung. Dabei wird oft noch die Polizei eingesetzt.
Es wird zwischen der Vollzeitschulpflicht und der Berufsschulpflicht unterschieden:

### Vollzeitschulpflicht
Die Vollzeitschulpflicht erstreckt sich auf neun bzw. zehn Schulbesuchsjahre (siehe Aufstellung der einzelnen Bundesländer).
Die Anzahl der Schulbesuchsjahre ist hierbei nicht mit der Nummer der besuchten Jahrgangsstufe zu verwechseln: Für einen Schüler, der z. B. zweimal eine Klassenstufe wiederholen musste, endet die Vollzeitschulpflicht nach neun bzw. zehn Schulbesuchsjahren bereits zum Ende der 7. bzw. 8. Klasse. Übersprungene Klassen hingegen werden anerkannt, so dass die Vollzeitschulpflicht hier nach der Klasse 9 bzw. 10 enden kann, obwohl die Schule erst acht oder neun Jahre lang besucht wurde.

### Berufsschulpflicht
Die so genannte Berufsschulpflicht beginnt nach dem Ablauf der Vollzeitschulpflicht.
Die Berufsschulpflicht kann entweder durch die Teilnahme an einer Berufsausbildung, durch den Besuch von Bildungsgängen an einer Berufsbildenden Schule, durch den Besuch der Sekundarstufe I oder der Sekundarstufe II einer Allgemeinbildenden Schule oder in einigen deutschen Bundesländern wie Baden-Württemberg durch den Besuch der so genannten Berufsschulstufe (früher Werkstufe) an einer so genannten Förderschule (früher Sonderschule) erfüllt werden. Inwieweit dies mit der UN-Konvention über die Rechte von Menschen mit Behinderungen vereinbar ist, wird überprüft.
In der Regel endet die Berufsschulpflicht mit dem Abschluss einer Berufsausbildung bzw. mit dem Ablauf des zwölften Schulbesuchsjahres (kann also auch noch für Volljährige bestehen).
Unter bestimmten Umständen kann diese Berufsschulpflicht allerdings vom Schulamt frühzeitig aufgehoben werden, beispielsweise wenn es dem Schüler untersagt wird, eine Berufsschule zu besuchen.
Die näheren Details und weitere Alternativen zum Erfüllen der Berufsschulpflicht unterscheiden sich hierbei in den einzelnen Bundesländern.

### Stichtagsregelungen

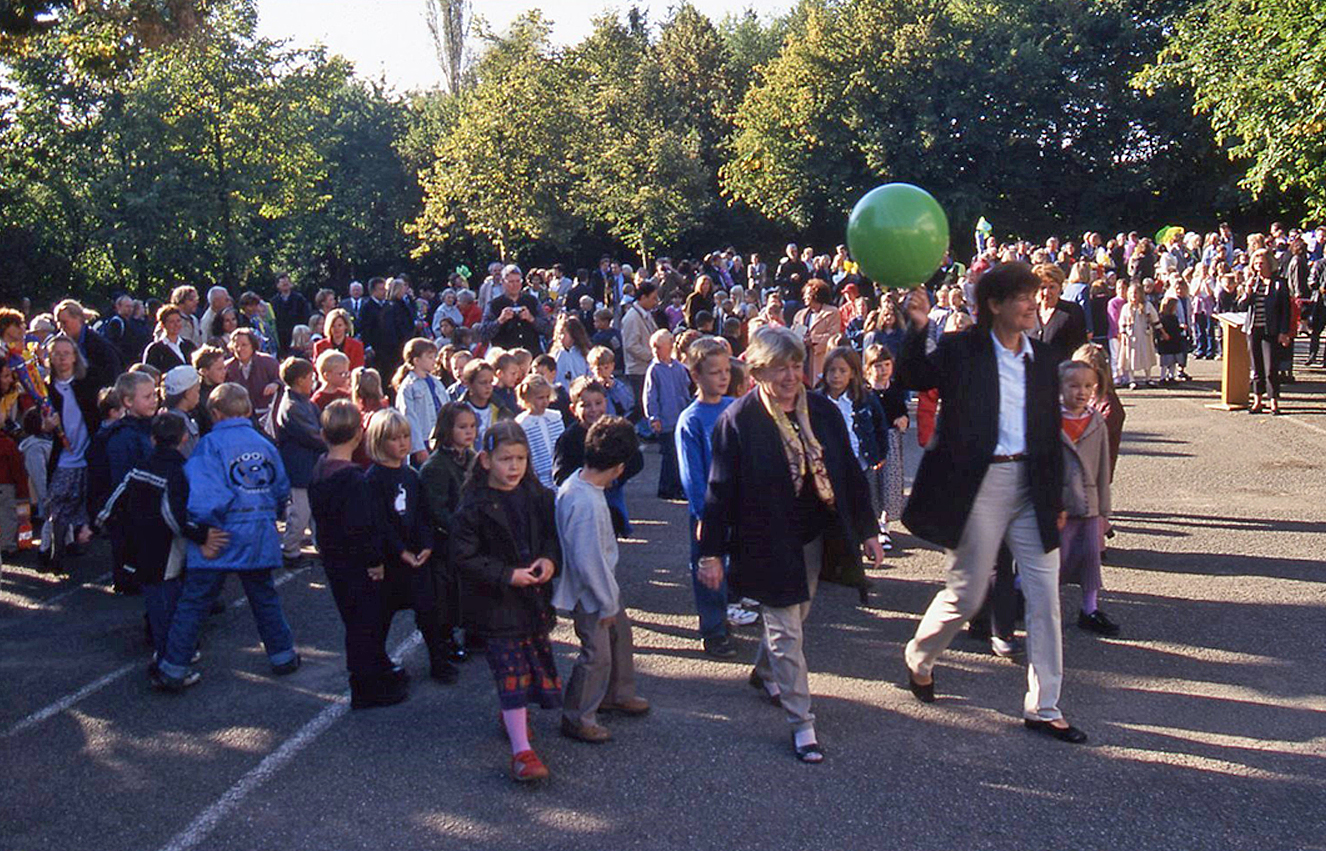
Beginn der Schulpflicht in Bayern: Tag der Einschulung am 17. September 2002 in der städtischen Volksschule an der Grandlstraße in München. Die Klassenlehrerin mit dem grünen Ballon leitet ihre Erstklässler an.

Für alle Kinder, die bis zu einem bundeslandspezifischen Stichtag eines Jahres das sechste Lebensjahr vollenden, beginnt die Schulpflicht. Der Stichtag ist im Allgemeinen der 30. Juni, in Thüringen der 31. Juli, in Rheinland-Pfalz der 31. August, in Nordrhein-Westfalen, Niedersachsen, Berlin, Brandenburg der 30. September (Musskinder).
Alle jüngeren Kinder, die im Laufe eines Jahres das sechste Lebensjahr beenden, können auf Antrag der Eltern in die Schule aufgenommen werden, wenn zu erwarten ist, dass sie voraussichtlich mit Erfolg am Unterricht teilnehmen können (Kannkinder).
Noch jüngeren Kinder erlauben einige Bundesländer den Schulbesuch, wenn sie entsprechend weit entwickelt sind. Beispielsweise ist hierfür in Bayern ein schulpsychologisches Gutachten notwendig, das die Schulfähigkeit bestätigt. Ein Rechtsanspruch auf eine vorzeitige Einschulung besteht bislang ebenso wenig wie eine vorzeitige Einschulungspflicht.
Schulpflichtige Kinder können in Berlin auf Antrag der Eltern um ein Jahr zurückgestellt werden, wenn der Entwicklungsstand des Kindes eine bessere Förderung in einer Einrichtung der Jugendhilfe erwarten lässt.
In Berlin wurde mit der Grundschulreform von 2005 der Stichtag zur Einschulung auf den 31. Dezember gelegt. Seit 2017 ist der Stichtag in Berlin jedoch nach Kritik von Pädagogen und Psychologen, sowie auf Grund einer hohen und ständig wachsenden Anzahl von Zurückstellungsanträgen wieder auf den 30. September gelegt worden.

### Eintritt der Schulpflicht
Die Schulpflicht beginnt für alle Kinder, die zum Stichtag eines Jahres das sechste Lebensjahr vollenden, bundeslandspezifisch zum folgenden Schuljahr. (z. B. in Hamburg und Bremen am 1. August desselben Kalenderjahres, in Schleswig-Holstein mit Beginn dieses Schuljahres)

### Dauer der Schulpflicht, Übersicht Bundesländer
| Land | Land                   | Beginn Alter | Dauer Jahre | Details und Besonderheiten |
| ---- | ---------------------- | ------------ | ----------- | --- |
| (1)  | Baden-Württemberg      | 5–6          | 9           | 4 Jahre Besuch der Grundschule, danach 5 Jahre Besuch einer weiterführenden Schule (§§ 73–76 SchG); zusätzlich für 3 Jahre Berufsschulpflicht oder bis zum Ende des Schuljahrs, in dem das 18. Lebensjahr vollendet wird oder einjähriger Besuch des Berufsvorbereitungsjahres (danach Befreiung von der Berufsschulpflicht, wenn nicht wegen eines Ausbildungsverhältnisses berufsschulpflichtig) oder Besuch einer weiterführenden Schule (§§ 77 ff. SchG) oder Besuch der Berufsschulstufe an einer Sonder- oder Förderschule |
| (2)  | Bayern                 | 5–6          | 9           | zusätzlich 3 Jahre Berufsschulpflicht oder ein Berufsvorbereitungsjahr oder bis zum 21. Lebensjahr |
| (3)  | Berlin                 | 5–6          | 11          | Berufsschulpflicht bis zum Ende des Berufsausbildungsverhältnisses (§§ 42, 43 Berliner SchulG). Ab dem Schuljahr 2025/2026 Einführung des 11. Pflichtschuljahres. Zudem soll ein „Kita-Chancenjahr“ vor dem Schulbesuch für Kinder verpflichtend werden, welche nicht richtig Deutsch sprechen und noch nicht in einer Kita betreut wurden. |
| (4)  | Brandenburg            | 5–6          | 10          | (§ 39 BbgSchulG, Links s. u.) Berufsschulpflicht bis zum Ende des Schuljahres, in dem der Schüler das 18. Lebensjahr vollendet |
| (5)  | Bremen                 | 6–7          | 12          | (§ 54 Brem. Schulgesetz), davon 10 Jahre Vollzeitschulpflicht (§ 55 Abs. 2 Brem. Schulgesetz) |
| (6)  | Hamburg                | 6–7          | 11          | oder bis zur Vollendung des 18. Lebensjahres (§ 37 Hamburgisches Schulgesetz) |
| (7)  | Hessen                 | 6–7          | 10          | 10 Jahre Vollzeitschulpflicht, oder 9 Jahre Schulpflicht + 1 Jahr Berufsschulpflicht (§ 59 SchulG Hessisches Schulgesetz). |
| (8)  | Mecklenburg-Vorpommern | 6–7          | 9           | 9 Jahre Vollzeitschulpflicht, danach Berufsschulpflicht bis zum Ende des Schulhalbjahres, in dem der Schüler das 18. Lebensjahr vollendet (§§ 41, 42 SchulG M-V) |
| (9)  | Niedersachsen          | 5–6          | 12          | grundsätzlich 12 Jahre (zusätzlich Berufsschulpflicht für die Dauer eines Ausbildungsverhältnisses, Verkürzungen sind möglich, wie z. B. 9 Jahre und ein Berufsvorbereitungsjahr oder unter gewissen Umständen bis zum 18. Lebensjahr bei mind. erfolgreichem Hauptschulabschluss) |
| (10) | Nordrhein-Westfalen    | 5–6          | 10 (9)      | 10 Jahre Vollzeitschulpflicht (9 Jahre am Gymnasium mit achtjährigem Bildungsgang), danach Pflicht zum Besuch eines Berufskollegs für Jugendliche ohne Ausbildungsverhältnis bis zum Ende des Schuljahres, in dem der Schüler 18 Jahre alt wird, also immer bis einschließlich letzten Schultag vor den Sommerferien (§§ 37, 38 SchulG NRW) |
| (11) | Rheinland-Pfalz        | 5–6          | 12          | 12 Jahre (§ 7 SchG) oder weniger (§ 60 Abs. 2 SchG) |
| (12) | Saarland               | 6–7          | 9           | 9 Jahre Vollzeitschulpflicht (Schulpflichtgesetz Saarland § 4 Abs. 1 ff) und 3 Jahre; mindestens bis zum 18. Geburtstag (Berufsschulpflicht; Schulpflichtgesetz Saarland § 8 Abs. 1) |
| (13) | Sachsen                | 6–7          | 9           | 9 Jahre Vollzeitschulpflicht und 3 Jahre Berufsschulpflicht (§ 28 Abs. 2 SchulG) |
| (14) | Sachsen-Anhalt         | 6–7          | 12          | endet nach 12 Jahren, 9 Jahre Vollschulzeitpflicht, danach wenigstens 1 Jahr berufsbildende Schule oder Vergleichbares |
| (15) | Schleswig-Holstein     | 6–7          | 9           | 9 Jahre Vollzeitschulpflicht (§ 20 Abs. 2 SchulG), danach Berufsschulpflicht bis zum Ende des Berufsausbildungsverhältnisses oder bis zum Ende des Schulhalbjahres, in dem der Schüler 18 Jahre alt wird (§ 23 SchulG) |
| (16) | Thüringen              | 5–6          | 10          | 10 Jahre Vollzeitschulpflicht (verlängerbar um bis zu 2 Jahre), danach Berufsschulpflicht bis zum Berufsabschluss, längstens bis Vollendung des 21. Lebensjahres |

Es ist in Deutschland möglich, die Schulpflicht auch an anderen Unterrichtsstätten als an Schulen in der Trägerschaft einer deutschen Gebietskörperschaft zu erfüllen. Zulässig ist auch der Unterricht Schulpflichtiger an Schulen in Freier Trägerschaft, vor allem an Ersatzschulen. Dabei wird zwischen „staatlich anerkannten Ersatzschulen“ und „staatlich genehmigten Ersatzschulen“ unterschieden. In Ersteren werden staatlich anerkannte Abschlüsse abgelegt; Schüler staatlich genehmigter Ersatzschulen müssen, wenn sie auf einen deutschen Bildungsabschluss Wert legen, die Schulabschlüsse als Externe auf öffentlichen Schulen ablegen.
An Ergänzungsschulen können Kinder und Jugendliche in der Regel nicht ihre Schulpflicht erfüllen.
Einen Sonderfall stellen Tagesbildungsstätten dar, die es nur noch in Niedersachsen gibt. An ihnen können kognitiv beeinträchtigte Kinder und Jugendliche ihre Schulpflicht erfüllen, obwohl es sich bei der Einrichtung nicht um eine Schule handelt.
Unterricht außerhalb des Schulgeländes ist an außerschulischen Lernorten sowie im Rahmen des Distanzunterrichts auch in Form von Videokonferenzen u. Ä. zulässig. Es ist bei Unterricht außerhalb des Schulgeländes nicht zulässig, auf eine Anwesenheitskontrolle seitens der verantwortlichen Lehrperson zu verzichten und „untergetauchte Schüler“ sich selbst zu überlassen.

### Anwendungsbereiche
Die Schulpflicht erstreckt sich im Wesentlichen auf drei Bereiche:
- Die Schulanmeldungspflicht ist für die Erziehungsberechtigten die Verpflichtung, ihre minderjährigen Kinder an einer Schule ihrer Wahl anzumelden. Eventuell bereits volljährige Schulpflichtige sind selbst dafür zuständig, sich an einer zur Erfüllung ihrer Schul(besuchs)pflicht geeigneten Schule anzumelden. Falls es um die Anmeldung an einer Berufsschule geht, ist der jeweilige Ausbilder bzw. Arbeitgeber zur Anmeldung verpflichtet.
- Die Schulwahl ist für die Anmeldenden die Pflicht zur Wahl einer zur Auswahl zugelassenen Schule: Die schulpflichtige Person muss an einer deutschen öffentlichen Schule oder an einer Privatschule angemeldet werden. Es ist grundsätzlich nicht möglich, ein Kind auf z. B. eine Schule eines benachbarten Bundes- oder Territoriallandes anzumelden, wovon jedoch Ausnahmen möglich sind; beispielsweise bleibt internationales Recht unberührt, was besonders im Hinblick auf Kinder von Diplomaten relevant ist.

- Die Teilnahmepflicht bedeutet für die Schulbesuchenden die Verpflichtung zur regelmäßigen und aktiven Teilnahme am stattfindenden Unterricht sowie an Schulveranstaltungen (sofern diese – beispielsweise finanziell – zumutbar sind). Bei Ganztagsschulen gilt dies auch für den am Nachmittag stattfindenden Unterricht.

### Durchsetzung
Die Erziehungsberechtigten der Schüler sind zur Überwachung der Schulpflicht ihrer minderjährigen Kinder verpflichtet. Befreiungen von der Schulpflicht werden nur in eng begrenzten Fällen ausgesprochen. Kommen die Erziehungsberechtigten ihrer Pflicht nicht nach, dann stellt dies eine Ordnungswidrigkeit dar, die einen Bußgeldbescheid zur Folge haben kann. Bei der Verhängung von Ordnungsmaßnahmen muss zwischen Verletzungen der Schulpflicht durch Schüler und der durch die Erziehungsberechtigten unterschieden werden. Die Verhängung eines Bußgeldes gegen Schüler setzt deren Strafmündigkeit voraus. Ziel eines solchen Bußgeldverfahrens ist stets eine Verhaltensänderung der Betroffenen. Die Lehrkräfte der Pflichtschulen werden durch den Erlass von Bußgeldbescheiden bei ihrem Bildungsauftrag unterstützt.
Die Durchsetzung der Schulpflicht ist in den einzelnen Ländern unterschiedlich liberal oder restriktiv. In den Bundesländern Hamburg, Hessen und Saarland sind Freiheitsstrafen bis zu sechs Monaten oder Geldstrafen bis zu 180 Tagessätzen möglich. Als vorletzte Konsequenz können die Schüler auch zwangsweise zur Schule gebracht werden, wenn zuvor alle anderen Versuche erfolglos blieben (Schulzwang). Der Schulzwang wurde durch das Reichsschulpflichtgesetz vom 6. Juli 1938 gesetzlich normiert und ist heute in den Schulgesetzen der einzelnen Bundesländer geregelt. Als letzte Konsequenz kann den Eltern schließlich durch ein Familiengericht das Personensorgerecht ganz oder teilweise entzogen werden. Von dieser letzten Möglichkeit wurde bisher kaum Gebrauch gemacht.
Mit Beschluss vom 31. Mai 2006 hat das Bundesverfassungsgericht die Schulpflicht aller Kinder höchstgerichtlich bestätigt und die strafrechtliche Sanktionierung bei Nichteinhaltung der Schulpflicht durch religiöse Eltern als verfassungsgemäß beurteilt.
2014 wurde eine Verfassungsbeschwerde vom Bundesverfassungsgericht nicht zur Entscheidung angenommen, weil das Erziehungsrecht der Eltern nach Art. 6 Abs. 2 Grundgesetz  und der staatliche Erziehungsauftrag der Schule nach Art. 7 Abs. 1 Satz 2 Grundgesetz gleichgestellt sind.

### Ausnahmen, Zurückstellungen

#### Asylbewerber, Ausländer ohne Aufenthaltsstatus
Das Grundgesetz enthält kein ausdrücklich normiertes Recht auf Bildung. 
Die allgemeine Schulpflicht wird mit Bezug auf Flüchtlingskinder von den Bundesländern unterschiedlich ausgelegt. In manchen Bundesländern wird unterschieden zwischen dem Recht auf Schulbesuch einerseits (dem Schulbesuchsrecht) und der Verpflichtung zum Schulbesuch andererseits (der Schulpflicht).
- Es ist in der Rechtsprechung einiger Bundesländer unklar, ob sich die Schulpflicht auch auf Asylbewerberkinder erstreckt. Der UN-Sonderberichterstatter für das Recht auf Bildung kritisierte nach einem Deutschlandbesuch im Februar 2006 in seinem Bericht, mehrere Bundesländer würden minderjährigen Flüchtlingen einen unzureichenden Zugang zur Schulbildung gewähren.[43]
- Das Schulgesetz für das Land Nordrhein-Westfalen, das am 1. August 2005 in Kraft trat, verankert in § 34 ausdrücklich eine Schulpflicht auch für minderjährige Flüchtlinge. Nordrhein-Westfalen war hierin Vorreiter unter den Bundesländern.[44]
- In mehreren Bundesländern haben Kinder mit Aufenthaltsgestattung oder Duldung keine Schulpflicht, haben dort aber ein Schulbesuchsrecht. Ausnahme war zeitweise das Saarland, wo sie kein Recht auf Schulbesuch hatten,[44][45] bis dort 2006 eine Schulpflicht für Kinder von Asylsuchenden eingeführt wurde.[46]
- Der Rat der Stadt München beschloss 2004: „Das Schulreferat wird gebeten, allen Schulleitungen mitzuteilen, dass Kinder mit illegalem Aufenthaltsstatus grundsätzlich schulpflichtig sind.“[47] Daraus wurde geschlussfolgert, dass Schulleiter dem Aufenthaltsstatus von Kindern bzw. Jugendlichen und von deren Eltern nicht nachgehen müssen. Nur so könne der allgemeinen Schulpflicht, die sich auf alle in Deutschland Lebenden beziehe, Geltung verschafft werden. Im Unterschied hierzu sieht der Entwurf der Staatsregierung für ein Bayerisches Integrationsgesetz vom 10. Mai 2016 vor, dass nicht schulpflichtig sein soll, wer nach dem Asylgesetz verpflichtet ist, in einer besonderen Aufnahmeeinrichtung (BAE) im Sinne des § 30a AsylG zu wohnen.[48] Im Oktober 2016 berichteten Medien, dass eine Änderung vorgesehen ist, die eine Schulpflicht auch für Asylbewerber vorsieht, die in Ankunfts- und Rückführungszentren untergebracht sind; ihr Unterricht soll in besonderen Klassen stattfinden.[49]
- In Rheinland-Pfalz besteht seit Mitte 2013 eine Schulpflicht für geduldete Flüchtlingskinder.[50]
- In Thüringen beginnt die Schulpflicht drei Monate nach ihrem Zuzug, in Baden-Württemberg sechs Monate nach dem Zuzug (Stand: August 2015).[51][52]
- In Berlin sind Kinder mit Aufenthaltstitel schulpflichtig; Kinder ohne Aufenthaltstitel haben ein Recht auf Schulbesuch, unterliegen aber nicht der allgemeinen Schulpflicht (Stand: August 2015).[52][53]

Schätzungen zufolge lebten 2008 mit hoher Wahrscheinlichkeit einige Zehntausend Kinder und Jugendliche illegal in Deutschland, von denen die wenigsten eine Schule besuchten. Die Industrie- und Handelskammern und der Deutsche Städte- und Gemeindebund sprachen sich für eine längere Schulpflicht von Flüchtlingen aus; letztere befürworteten eine Schulpflicht bis zum Alter von 25 Jahren für Flüchtlinge.
Ein Rechtsgutachten der Max-Traeger-Stiftung der Gewerkschaft Erziehung und Wissenschaft kam 2005 zu dem Schluss, dass Schulleiter ungeachtet des § 87 des Aufenthaltsgesetzes nicht zur Meldung verpflichtet sind und dass statuslose Kinder wegen des im Grundgesetz festgelegten Gleichbehandlungsgrundsatzes einen Anspruch auf Schulzugang haben.
Die UN-Kinderrechtskonvention, die seit Deutschlands Rücknahme der Vorbehalte im Jahr 2010 auch in Deutschland unbeschränkt Gültigkeit hat, verpflichtet alle Unterzeichnerstaaten u. a. dazu, den „Besuch der Grundschule für alle zur Pflicht und unentgeltlich“ zu machen und allen Kindern den Zugang zu „weiterführenden Schulen allgemeinbildender und berufsbildender Art“ zu gewähren (Artikel 28 Abs. 1). Da die Rechte dieser Konvention jedem Kind zustehen, das sich innerhalb der Hoheitsgewalt eines Vertragsstaats befindet (Artikel 1, 2 Abs. 1 der UN-Kinderrechtskonvention), gelten sie auch für Flüchtlingskinder und für Kinder und Jugendliche ohne Aufenthaltsstatus. Seit dem 14. April 2014 gilt das dritte Zusatzprotokoll der UN-Kinderrechtskonvention, wodurch diese Rechte für alle Kinder individuell beim UN-Ausschuss für die Rechte des Kindes mit Sitz in Genf einklagbar sind, sofern der innerstaatliche Rechtsweg ausgeschöpft wurde.
Die Charta der Grundrechte der Europäischen Union spricht in Artikel 14 Abs. 1 und Abs. 2 jeder Person das Recht auf Bildung sowie auf Zugang zur beruflichen Ausbildung und Weiterbildung zu, einschließlich des Rechts, unentgeltlich am Pflichtschulunterricht teilzunehmen. Die Richtlinie 2013/33/EU (Aufnahmerichtlinie) sieht in Artikel 14 Abs. 2 vor, dass der Zugang zum Bildungssystem spätestens drei Monate, nachdem ein Antrag auf internationalen Schutz von einem Minderjährigen oder in seinem Namen gestellt wurde, zu gewähren ist und dass Minderjährigen bei Bedarf Vorbereitungs- und Sprachkurse anzubieten sind.
Asylsuchenden und Flüchtlingen haben die Vertragsstaaten der Genfer Flüchtlingskonvention (GFK) nach Artikel 22 GFK hinsichtlich des Unterrichts in Volksschulen dieselbe Behandlung wie ihren Staatsangehörigen zu gewähren. Laut dem Deutschen Kinderhilfswerk verstoßen Regelungen einiger Bundesländer, die vorsehen, dass geflüchtete Kinder erst nach Zuweisung zu einer Kommune schulpflichtig werden, gegen europäisches und internationales Recht. Ebenso rechtswidrig sei eine dauerhafte Beschulung in Erstaufnahmeeinrichtungen.

#### „Entwicklungsrückstand“
Schulpflichtige Kinder, die noch nicht den für den Schulbesuch erforderlichen körperlichen, geistigen und seelischen Entwicklungsstand haben (Schulreife), können auf Antrag der Eltern unter Beteiligung eines schulärztlichen und schulpsychologischen Dienstes von der jeweiligen Schulleitung für jeweils maximal ein Jahr von der Teilnahme am Unterricht der Grundschule oder der Sonderschule zurückgestellt werden.

#### Ruhenlassen der Schulpflicht
In einigen Bundesländern ist ein „Ruhenlassen der Schulpflicht“ möglich, wenn ein wichtiger Grund vorliegt (und eine gleichwertige anderweitige Förderung möglich ist):
- In besonderen Härtefällen können in einigen Bundesländern ausländische Jugendliche vom vollendeten 14. Lebensjahr an von der Schulpflicht befreit werden.
- Für Kinder mit Behinderungen bestehen verschiedene Sonderregelungen auf der Länderebene. In der Regel werden jedoch auch schwer behinderte Menschen nicht durch Anwendung des Instruments des „Ruhenlassens der Schulpflicht“ von ihrem Recht auf Bildung ausgeschlossen. Eine entsprechende Möglichkeit gibt es in den meisten Schulgesetzen nicht (mehr). In Hessen führte ein Streit zwischen Eltern und dem Schulamt des Landkreises Groß-Gerau über die Frage, ob ein behinderter Junge die Grundschule besuchen dürfe oder eine Förderschule besuchen müsse, dazu, dass die Behörde die Schulpflicht dieses Jungen zwei Jahre lang „ruhen ließ“.[59]

#### Zeitweilige Befreiung
Eine zeitweise Befreiung von der Schulpflicht (auch: Schulbefreiung, Beurlaubung von der Schule) kann in besonders begründeten Ausnahmefällen möglich sein. Die Bedingungen sind im Schulrecht der Bundesländer geregelt.
Beispielsweise ist in Nordrhein-Westfalen das 2005 in Kraft getretene Schulgesetz maßgeblich, insbesondere § 40 (Ruhen der Schulpflicht) und § 43
(Teilnahme am Unterricht und an sonstigen Schulveranstaltungen), welche festlegen, dass die Schulleitung eine zeitweise Beurlaubung von der Schule „aus wichtigem Grund“ genehmigen kann. Einzelne wichtige Gründe finden sich bereits im Runderlass des Kultusministeriums vom 26. März 1980 samt Überarbeitungen.

##### Gesundheitliche Gründe
Während einer Epidemie oder Pandemie sind Schüler und Lehrpersonen, die einem erhöhten Risiko ausgesetzt sind, dass die betreffende Infektionskrankheit bei ihnen einen schweren Verlauf nehmen wird, dass sie womöglich sogar an ihr sterben könnten, von der Pflicht befreit, am Präsenzunterricht (im Schulgebäude) teilzunehmen. Solche Personen werden vom Robert Koch-Institut als „vulnerabel“ bezeichnet. Die zeitweilige Aussetzung der Präsenzpflicht befreit die Betroffenen allerdings nicht von der Pflicht zur Teilnahme an alternativen Formen des Unterrichts.

##### Religiöse Gründe
Eine generelle Befreiung von der Schulpflicht aus religiösen Gründen ist nicht möglich, wohl aber eine Befreiung an wichtigen religiösen Feiertagen sowie von einzelnen Unterrichtsfächern wie dem Sportunterricht (siehe unten). So haben in Berlin Schüler an bestimmten Feiertagen ihrer Religionsgemeinschaft unterrichtsfrei, wobei diese Tage nicht als Fehltage gelten.

##### „Nicht beschulbar“
Zeitweilig von der Schulpflicht ausgenommen sind in einigen Bundesländern schwer erziehbare Kinder und Jugendliche, die als „nicht beschulbar“ gelten. Diese gehen unter Aufsicht von Sozialpädagogen anderen sinnvollen Tätigkeiten nach, bis sie (wieder) in die Lage versetzt sind, am Unterricht in einer Schule teilzunehmen.

##### Schulfahrt
Die Befreiung von der Pflicht zur Teilnahme an einer Schulfahrt ist aus besonderen Gründen möglich. Soweit organisatorisch möglich, erfolgt in dieser Zeit eine Beschulung in einer Parallelklasse, bei gleichzeitigen Fahrten des gesamten Jahrgangs in einer Klasse des nächstjüngeren Jahrgangs.

##### Einzelne Unterrichtsfächer
Eine Befreiung von einzelnen Unterrichtsfächern ist nur in Ausnahmefällen möglich.
Vom Sportunterricht beispielsweise erfolgt eine Befreiung, solange eine Teilnahme aus gesundheitlichen Gründen nicht möglich ist.
Eine Befreiung vom Sportunterricht aus religiösen Gründen ist nur aus besonderen Gründen möglich. Nach der Rechtsprechung des Bundesverwaltungsgerichts besteht ein Anspruch auf Befreiung vom Sport- oder Schwimmunterricht aus religiösen Gründen für muslimische Schülerinnen dann, wenn diese konkret glaubhaft darlegen können, durch verbindliche Glaubensgebote oder -verbote in Glaubenskonflikte zu gelangen und keine zumutbare und diskriminierungsfreie Ausweichmöglichkeit für sie besteht. Laut Bundesverwaltungsgericht Leipzig ist eine Teilnahme im Burkini zumutbar (siehe auch: Teilnahme muslimischer Kinder am Schulschwimmen).

## Verwandte Rechtsbereiche

### Beschulungspflicht
Aufgrund Artikel 7 des Grundgesetzes für die Bundesrepublik Deutschland hat der Staat den Auftrag, „jedem Kind die Erziehung und Bildung zu verschaffen, die es zur gleichberechtigten Teilhabe am gesellschaftlichen und beruflichen Leben benötigt“. Das Grundgesetz enthält diesen Bildungs- und Erziehungsauftrag des Staates zwar nicht unmittelbar, setzt ihn aber als gegeben voraus. Daraus folgt, wie es ein Urteil des Bundesverfassungsgerichts formuliert, die Pflicht, „ein Schulsystem zu gewährleisten, das allen jungen Bürgern gemäß ihren Fähigkeiten die dem heutigen gesellschaftlichen Leben entsprechenden Bildungsmöglichkeiten eröffnet“. Diese Pflicht folgt auch daraus, dass Bildung ein elementares Bürger- und Menschenrecht ist und somit das Recht des Kindes auf gesellschaftliche Teilhabe durch Bildung unter anderem in Art. 26 der Allgemeinen Erklärung der Menschenrechte von 1948 anerkannt wird.

### Teilnahmepflicht
Die Schulpflicht erstreckt sich auch auf Schulfahrten. Seit 1979 besteht an den Schulen in Deutschland eine Teilnahmepflicht an den Bundesjugendspielen.
Die Teilnahmepflicht am Unterricht erstreckt sich auch auf die Teilnahme an so genannten Leistungskontrollen wie Klassenarbeiten. Bei einer Verweigerung ist hierbei die Schulnote ungenügend zu erteilen. Wenn in der Folge durch mangelhafte Leistungen die Versetzung gefährdet wird, müssen die Eltern darüber informiert werden. Falls durch die Leistungsverweigerung Einzelner auch der Lernerfolg anderer Schüler gefährdet wird, kann das Lehrpersonal Ordnungsmaßnahmen ergreifen.

### Pflichtschule
Das Wort Pflichtschule wird in Art. 36 des Bayerischen Gesetzes über das Erziehungs- und Unterrichtswesen (BayEUG) als terminus technicus für die Bezeichnung einer Standardschullaufbahn verwendet. Die Pflichtschule besteht nach dieser Bestimmung aus der Volksschule (also der Grundschule, der Hauptschule, Art. 7 BayEUG) und der Berufsschule (Art. 11 BayEUG). Die Schulpflicht wird nicht nur durch den Besuch der Pflichtschule erfüllt, sondern nach Art. 35 BayEUG auch durch den Besuch anderer Schulformen (z. B. Gymnasien, Realschulen, Wirtschaftsschulen und Berufsfachschulen).
Auch das saarländische Schulrecht verwendet den Begriff der Pflichtschule, ohne ihn jedoch zu definieren. Im Landesrecht der anderen Bundesländer wird der Begriff nicht verwendet.

## Offizielle Begründung
Die allgemeine Schulpflicht dient in Deutschland der Durchsetzung des staatlichen Erziehungsauftrags. Dieser Auftrag richtet sich offiziell auch auf die Heranbildung der Schüler als zukünftige Staatsbürger.
Das Bundesverfassungsgericht urteilt, Schulen seien dafür besser geeignet, da „Kontakte mit der Gesellschaft und den in ihr vertretenen unterschiedlichen Auffassungen nicht nur gelegentlich stattfinden, sondern Teil einer mit dem regelmäßigen Schulbesuch verbundenen Alltagserfahrung sind“. Außerdem habe die Allgemeinheit „ein berechtigtes Interesse daran, der Entstehung von religiös oder weltanschaulich motivierten ,Parallelgesellschaften‘ entgegenzuwirken und Minderheiten zu integrieren. Integration setzt dabei nicht nur voraus, dass die Mehrheit der Bevölkerung religiöse oder weltanschauliche Minderheiten nicht ausgrenzt; sie verlangt auch, dass diese sich selbst nicht abgrenzen und sich einem Dialog mit Andersdenkenden und -gläubigen nicht verschließen […]. Dies im Sinne gelebter Toleranz einzuüben und zu praktizieren, ist eine wichtige Aufgabe der öffentlichen Schule.“ Diese Begründung schließt nicht die Privatschule als alternative Form der Bildung aus, aber das Un- und Deschooling sowie Hausunterricht.

## Positionen zur Schulpflicht

### Befürwortung
Der damalige CSU-Vorsitzende Erwin Huber begründete die Schulpflicht im September 2008 mit den Worten:

„Die allgemeine Schulpflicht gilt als eine unverzichtbare Bedingung für die Gewährleistung der freiheitlichen demokratischen Grundordnung und zugleich als unerlässliche Voraussetzung für die Sicherung der wirtschaftlichen und sozialen Wohlfahrt der Gesellschaft. Sinn und Zweck der Schulpflicht ist nicht nur die Vermittlung von Lehrplaninhalten, sondern insbesondere auch die Schulung der Sozialkompetenz der Kinder. Die Sozialkompetenz wird durch das Lernen in der Klassengemeinschaft und durch gemeinsame Schulveranstaltungen in besonderem Maße gefördert. Neben der Förderung der Sozialkompetenz hat die Schule auch die Funktion, während der Unterrichtszeit auf das Kindeswohl zu achten. Würde man Ausnahmen von der Schulpflicht zulassen, müsste diese Aufgabe von den Jugendämtern übernommen werden. Die Bayerische Verfassung will mit der allgemeinen Schulpflicht alle Kinder und Jugendlichen gleichermaßen und umfassend in die Gesellschaft eingliedern. Dies ist eine der großen emanzipatorischen und demokratischen Entwicklungen des 19. Jahrhunderts.“

### Kritik
In diesem Abschnitt wird lediglich die Kritik an der deutschen gesetzlichen Regelung der Schulpflicht dargestellt. Für generelle Kritik am gesamten Konzept der Schulpflicht, siehe Schulpflicht#Kritik.
Die Schulpflicht in Deutschland steht bisweilen in der Kritik.
Der UN-Sonderberichterstatter für das Recht auf Bildung Vernor Muñoz äußerte sich in seinem in Berlin veröffentlichten Bericht vom 21. Februar 2006 besorgt darüber, dass die restriktive deutsche Schulpflicht die Inanspruchnahme des Rechtes auf Bildung mittels alternativer Lernformen wie Hausunterricht kriminalisiert. Hochschulpräsident Dieter Lenzen kritisiert, Deutschland halte anders als sieben andere europäische Länder und die USA an einer rigiden Schulanwesenheitspflicht fest, anstatt es den Eltern zu überlassen, wie und durch wen die Kinder den Unterrichtsstoff lernen. Dies verstoße auch gegen Artikel 26 (3) der Allgemeinen Erklärung der Menschenrechte, in dem festgeschrieben ist: „Die Eltern haben ein vorrangiges Recht, die Art der Bildung zu wählen, die ihren Kindern zuteil werden soll.“ sowie gegen die Versammlungsfreiheit.
Insbesondere der Umgang mit schulpflichtigen geistig oder körperlich behinderten Menschen und die Inklusionsbemühungen werden in Deutschland kritisiert, da auch besagte Gruppe in Deutschland grundsätzlich dazu verpflichtet ist, eine Schule zu besuchen.
Schulverweigerer aus Deutschland, die ihre Kinder selbst unterrichten wollten, brachten vor einem Einwanderungsgericht in den USA vor, die in Deutschland übliche Praxis, Eltern die Erlaubnis zum Heimunterricht als Ersatz für den Schulunterricht zu verweigern, sei eine politische Verfolgung. Während 2010 noch das Einwanderungsgericht den Argumenten der Schulverweigerer folgte, lehnte im Mai 2013 das Board of Immigration Appeals den Antrag der Familie mit der Begründung, dass die Einwanderungsgesetze der USA kein automatisches Bleiberecht für all jene Menschen garantierten, die in einem anderen Staat Einschränkungen erfahren, die es unter amerikanischer Verfassung nicht gäbe, ab.